# هارولد فیتزپاتریک
هارولد فیتزپاتریک (انگلیسی: Harold Fitzpatrick؛ زادهٔ ۱ فوریهٔ ۱۸۸۰) بازیکن فوتبال، و سرمربی (فوتبال) اهل بریتانیا است.
از باشگاه‌هایی که در آن بازی کرده‌است می‌توان به باشگاه فوتبال لوتون تاون و باشگاه فوتبال لیورپول اشاره کرد.